# Великокусковецкий сельский совет (Лановецкий район)
Великокусковецкий сельский совет (укр. Великокусковецька сільська рада) — входит в состав
Лановецкого района
Тернопольской области
Украины.
Административный центр сельского совета находится в 
с. Великие Кусковцы.

## Населённые пункты совета
- с. Великие Кусковцы